# Ligne de tramway 504
La ligne 504, est une ancienne ligne de tramway de la Société nationale des chemins de fer vicinaux (SNCV) qui reliait la gare de Bourcy à Houffalize dans le nord-est de la province de Luxembourg en Belgique entre 1889 et 1959. 
Le trajet de cette ligne est revalorisé depuis 2011 par son intégration au réseau RAVeL accessible aux piétons, cyclistes et cavaliers.

## Description
Cette ligne à voie métrique quitte la station de Bourcy sur la ligne 163 à voie normale de la SNCB reliant Bastogne à Gouvy. Elle traverse les territoires de Hardigny (section de Noville), de Cowan (section de Tavigny) pour arriver à son terminus de Houffalize.
Elle comporte des voies de garage à Bourcy, Hardigny et Cowan et une station-dépôt à Houffalize.

## Histoire

### Création
La ligne est concédée par arrêté royal le 31 août 1888 et mise en service le 14 juillet 1889 en traction vapeur, l'exploitation est confiée par la SNCV à la société anonyme pour l'Exploitation des chemins de fer régionaux en Belgique (ECFRB). Elle dépend du capital 26 : « Houffalize - Bourcy » et le numéro administratif 613.

### La Première Guerre mondiale
Le début de la guerre voit une diminution des activités. Il y a de moins en moins d'huile, de pétrole et de lampes. 
L'hiver 1916 est particulièrement rigoureux, gelant le matériel. 
Fin 1916, on licencie le personnel et les allemands font enlever les rails et le matériel qui part pour une destination inconnue.

### L'entre-deux-guerres
Entre 1918 et 1922, la ligne est remplacée par un autobus à essence qui part de Houffalize le matin et revient dans l'après-midi. La ligne est remise en service en avril 1922, l'exploitation est reprise en main propre par la SNCV.

### La Seconde Guerre mondiale
Le pont de l'Ourthe, reconstruit en 1921, est détruit en 1940 puis en 1944 avant et pendant l'offensive.
Le 29 août 1944, le convoi montant à Bourcy arrivant à Neufmoulin est attaqué par des chasseurs américains qui tirent d'abord une salve d'avertissement que le machiniste Théophile Musiaux ne prend pas au sérieux, voulant probablement atteindre le garage de Hardigny. Au deuxième passage, le train est criblé de balles de .5. Théophile Mutiaux est tué dans l'attaque. Mme Libaert, l'épouse d'un gendarme de Dinez, est grièvement touchée aux jambes et décède plus tard des suites de ses blessures. Un boucher est également blessé à la main et M. Lefèvre, chef de dépôt, remplaçant le garde, M. Kirsch, malade, est sérieusement touché à la jambe.
La machine, touchée par plusieurs impacts, est dépannée par Joseph Adam, chauffeur et est réparée dans les ateliers de Houffalize en moins d'une semaine.
Les bombardements de décembre 1944 et janvier 1945 détruisent la gare, la buvette, les remises et l'atelier comme d'ailleurs toute la ville de Houffalize.
À Bourcy, les voies de garage sont labourées par les véhicules à chenilles.

### L'après-guerre
Les moteurs des autorails mis en service en 1934 sont remplacés, après la guerre, par des moteurs de tanks Sherman récupérés auprès de l'armée américaine.
La SNCV abandonnant le trafic de marchandises, la ligne 613 est condamnée : elle est supprimée le 1er juin 1959 pour le service voyageur suivi le 28 juillet par le service fret. Le matériel est remonté jusqu'à la gare de Bourcy et embarqué ou détruit. La ligne est ensuite démontée. À Houffalize, le début de la ligne est macadamisé pour accéder à la "Fosse d'Outh". 
Le reste du tracé est utilisé comme chemin d'exploitation agricole ou forestière ou laissé complètement à l'abandon et envahi par la végétation.

### Création du RAVeL
L'idée de la création de chemins pour le réseau RAVeL entre Bastogne et Gouvy (Ligne 163) et Bourcy et Houffalize (Ligne vicinale 613) remonte aux années 1990.
En 2010, les travaux commencent pour se terminer en mai 2011.
L’entretien ordinaire constitué du nettoyage et débroussaillage est assuré par les communes sur leur territoire respectif tandis que l’entretien extraordinaire constitué des grosses réparations est à charge du Service public de Wallonie (SPW), Direction des routes (ancien MET).

## Infrastructure

### Voie et tracé
La voie principale mesure 11 550 mètres. Le rayon minimum des courbes est de 50 mètres. Les pentes atteignent exceptionnellement 35 pour mille sur 727 m, 32 sur 510 m et 30 sur 665 m. La ligne est établie intégralement en site indépendant.

### Dépôts et stations
Nom : (gare) : quand le dépôt ou la station est accolé ou proche d'une gare.
Type : D : dépôt , S : station , Sf : si la station sert de gare douanière à la frontière , Sp : si la station est établie dans un bâtiment privé le plus souvent un café ou plus rarement une habitation privée.
| Illustration | Nom        | Type | Commune    | Localisation                | État           | Remarques |
| ------------ | ---------- | ---- | ---------- | --------------------------- | -------------- | --------- |
|              | Houffalize | DS   | Houffalize | 50° 07′ 45″ N, 5° 47′ 35″ E | en service TEC |           |